# Hojum
Hojum är ett industriområde i Trollhättan, huvudsakligen bebyggt under 1960- och 1970-talet. Håjums begravningsplats ligger intill. 
Området är byggt på inägorna till Håjums gård, vars mangårdsbyggnad ännu står kvar på platsen. Namnet har även givits åt Hojums vattenkraftverk vilket liksom stora delar av Centrala staden har byggts på utmarkerna till gården.